# Липецкий трубный завод
Ли́пецкий тру́бный заво́д — предприятие города Липецка. Входит в состав ОАО «Санто-холдинг». Полное название — открытое акционерное общество «Липецкий трубный завод». Адрес: Трубный проезд, 1.

## История
Трубный завод начали строить в 1947 году. Через 5 лет (в 1952 году) он был пущен в эксплуатацию. Первоначально завод выпускал чугунные канализационные трубы, поэтому назывался Заво́дом канализацио́нных труб. Также его продукцию составляло фасонное литьё.
В 1962 году начал выпускать эмалированные ванны, а с 1966 года — стальные.
В 1994 году налажено производство электросварных труб.
Почти сразу с началом строительство стали возводить дома для его работников. Так, в конце 1940-х — начале 1950-х годов недалеко от завод появился Трубный поселок (или поселок Трубного завода). Его застроили частными домами и временными жилыми строениями.
В 1950 году завод построил Дворец культуры на улице Гагарина, 74 (сейчас здесь Липецкий театр кукол).
В начале 1950-х годов на окраине Липецка (между Садовой улицей и железнодорожным вокзалом) появился посёлок Чугуноли́тейного заво́да (так позже назывался Завод канализационных труб), застроенный двухэтажными многоквартирными домами. В 1957 году посёлок получил уличное деление (улицы Качалова, Мусоргского, Нестерова, переулок Попова).
В 2002 году завод останавливали, и в 2013 год закрыли продав свой цех труб, в настоящее время там находится ТЦ "Большой Трубный".
В 2013 году завод был закрыт, производственные площади проданы и перепрофилированы.

## Интересные факты
По заводу получили название Трубный проезд, Трубная улица. Кроме того, на пересечении улиц Гагарина, Циолковского, Московской и Товарного проезда образована площадь, которая названа кольцом Трубного завода.